# Het Dagblad (Zwijndrecht)
Het Dagblad was een nieuwsblad dat in de laatste jaren van de Tweede Wereldoorlog door het verzet in Zwijndrecht en omgeving werd verspreid.

## Geschiedenis
Tijdens de Tweede Wereldoorlog moesten de Nederlanders van de Duitse bezetters hun radiotoestellen inleveren. Bert Dorsman uit Zwijndrecht hield zich niet aan het verbod op radiobezit. Hij verstopte zijn radio in de kastruimte onder de trap in zijn huis. Buurtgenoot Jan van Namen kwam vaak bij hem op bezoek om samen naar de BBC en Radio Oranje te luisteren. Dorsmans dochter Ada noteerde de belangrijkste nieuwsberichten in snelschrift en werkte deze aantekeningen uit. Van Namen maakte kopieën van de verslagen en bracht deze in de buurt rond.
Een kennis van Van Namen zorgde voor twintigduizend vellen papier, inkt en stencils. De eerste editie werd op 5 oktober 1944 uitgebracht. Het Dagblad begon met een oplage van honderd stuks. Het abonnementsgeld voor deze dagelijkse uitgave bedroeg een gulden per week. In november 1944 raakte het verzet erbij betrokken en werden in Het Dagblad ook berichten vanuit het verzet geplaatst. Door de berichtgeving in Het Dagblad werden de lezers gewaarschuwd voor razzia's. In de eerste maand groeide de oplage naar zeshonderd exemplaren. In de winter van 1944/1945 werd op veel plaatsen in Nederland de stroomvoorziening onderbroken. De familie Dorsman had nog wel een autoradio, maar deze werd door het verzet opgeëist, waarna hun betrokkenheid bij het initiatief ten einde liep.
Het werk van de familie Dorsman werd na verloop van tijd overgenomen. Zo vonden de drukwerkzaamheden eerst plaats bij Van Namen thuis en later bij typist Bram van Twist. De titel van het blad werd vanaf 11 december 1944 met de tekst "Nederland zal herrijzen" uitgebreid. De verzetsbeweging raakte nog meer betrokken toen zij naar aanleiding van onjuiste berichtgeving over de fruitvoorziening in Zwijndrecht de redactie van Het Dagblad reorganiseerde. De krant werd intussen buiten Zwijndrecht ook verspreid in Hendrik-Ido-Ambacht, Slikkerveer, Ridderkerk, Heerjansdam, Rijsoord en Dordrecht. De oplage nam gestaag toe van 1500 in januari naar 1900 in februari, 2300 in maart en 2500 in april 1945.
Na de bevrijding werd op 17 mei 1945 het laatste nummer uitgegeven.